# Volksabstimmungen in der Schweiz 1937

Werbung auf Französisch gegen die Volksinitiative «für ein Verbot der Freimaurerei»

Dieser Artikel bietet eine Übersicht der Volksabstimmungen in der Schweiz im Jahr 1937.
In der Schweiz fand auf Bundesebene eine Volksabstimmung statt, im Rahmen eines Urnengangs am 28. November. Dabei handelte es sich um eine Volksinitiative.

## Abstimmung am 28. November 1937

### Ergebnis
| Nr. | Vorlage                                                          | Art | Stimm- berechtigte | Abgegebene Stimmen | Beteiligung | Gültige Stimmen | Ja      | Nein    | Ja-Anteil | Nein-Anteil | Stände | Ergebnis |
| --- | ---------------------------------------------------------------- | --- | ------------------ | ------------------ | ----------- | --------------- | ------- | ------- | --------- | ----------- | ------ | -------- |
| 123 | Eidgenössische Volksinitiative «für ein Verbot der Freimaurerei» | VI  | 1'187'637          | 783'116            | 65,94 %     | 750'307         | 234'980 | 515'327 | 31,32 %   | 68,68 %     | 1:21   | nein     |

### Verbot der Freimaurerei
Der faschistische Oberst und Mussolini-Anhänger Arthur Fonjallaz lancierte im Frühjahr 1934 zusammen mit einigen Mitstreitern eine Volksinitiative. Nach dem Vorbild Nazi-Deutschlands und Italiens sollten Geheimbünde und ihre Mitglieder unterdrückt werden. Konkret forderte die Initiative ein Verbot von Freimaurerlogen, des Independent Order of Odd Fellows und der Philanthropischen Gesellschaft Union sowie «ähnlicher und affiliierter» Gesellschaften, denn diese Organisationen hätten sich gegen Staat und Kirche verschworen. 1936 nahm der Bundesrat ausführlich Stellung und verwies auf das Fehlen jeglicher Beweise für die Vorwürfe der Initianten. Das Parlament folgte dieser Einschätzung und empfahl die Initiative zur Ablehnung. Neben den Frontisten unterstützte nur der LdU das Verbot; die in dieser Frage gespaltenen Katholisch-Konservativen beschlossen Stimmfreigabe, während die übrigen Parteien sie ablehnten. Im Abstimmungskampf wiederholten die Befürworter ihre Verschwörungstheorien. Die Gegner wiederum warfen den Initianten vor, mit dem Angriff gegen die Freimaurer eine erste Bresche in die freiheitliche Grundordnung der Schweiz schlagen zu wollen. Durch eine Indiskretion gelangten Akten aus dem Prozess gegen den Kassier der Nationalen Front an die Öffentlichkeit, die eine enge Verstrickung der Frontisten mit Nazi-Deutschland belegten. Dies führte zu Spekulationen, die Pro-Kampagne sei von der NSDAP konzipiert und mitfinanziert worden. Weniger als ein Drittel der Abstimmenden nahmen die Vorlage an, eine knappe Ja-Mehrheit gab es nur im Kanton Freiburg.